# Пісняр-лісовик східноканадський
Пісняр-лісовик східноканадський (Setophaga aestiva) — вид горобцеподібних птахів родини піснярових (Parulidae).

## Поширення
Птах розмножується в Канаді, США та Мексиці. На зимівлю мігрує до Центральної Америки та північної частини Південної Америки.

## Спосіб життя
Харчується переважно комахами та павуками. Іноді також поїдає ягоди.